# Otinoidea
Otinoidea es una superfamilia de caracol pequeño.